# Coba Rijneke
Jacoba Wilhelmina Rijneke (Schiedam, 9 januari 1894 - Wassenaar, 5 mei 1942) was een Nederlandse pianist en muziekpedagoog.
Coba Rijneke groeide op in Schiedam in een gezin met vijf broers. In haar jeugd kreeg zij muziekles en pianoles aan de Toonkunstschool aldaar. Hierna bezocht ze de muziekschool in Rotterdam, waar ze in 1912 haar diploma van de Maatschappij der Toonkunst voor Piano-onderwijs behaalde als pianoleraar met een extra onderscheiding voor solospel.
Rijneke werd daarna docent aan de Toonkunst Muziekschool en later ook aan het Conservatorium van Rotterdam. Ook ging zij als solist optreden en werd bekend als concertpianist. Ze soleerde onder meer samen met het Koninklijk Concertgebouworkest, het Utrechts Stedelijk Orkest en het Rotterdams Philharmonisch Orkest, onder leiding van Willem Mengelberg en Eduard Flipse.
Tot haar leerlingen behoorde onder meer de Nederlandse componist en dirigent Rocus van Yperen.